# 胡文兰
胡文兰（英語：Wenlan Hu Frost, 1958年—）是一位美国华人画家。

## 生平
1958年出生于四川成都，祖籍安徽。 
1960年随父母迁居北京，后转至西北干校。北京读完高中后又插队三年，大学毕业后从事电子工程、新闻出版和企业咨询等工作。

1990年赴美留学，1991年获得MIT斯隆管理学院工商管理硕士学位，毕业后进入华尔街担任股票交易员。2002年移居休斯顿工作，2005年加入美国国籍，2006年开始学习绘画，师从王鑫生。